# Géraldine Alibeu
Géraldine Alibeu est une autrice-illustratrice française, née le 16 février 1978 à Échirolles.

## Biographie
En 2001, Géraldine Alibeu est diplômée de l'atelier d'illustration de Claude Lapointe à l'École supérieure des arts décoratifs de Strasbourg. Elle suit également un cursus à La Poudrière à Valence, où elle travaille le cinéma d'animation.
Depuis 2001, elle exerce comme illustratrice d'ouvrages et de presse pour la jeunesse et écrit ses propres albums. Elle travaille également la peinture sur céramique et la couture. En 2019, elle a signé une trentaine d’ouvrages pour enfants au cours de sa carrière.

## Publications

### En tant qu'autrice-illustratrice
- Mars 2003 : La mariguita et la soupe du paradis (Seuil jeunesse)
- Février 2004 : La course au renard (Autrement Jeunesse)
- Juin 2009 : L'Un d'entre eux (La Joie de lire)
- Septembre 2011 : Le bon moment (La Joie de lire)
- Mai 2012 : Les morceaux d'amour (Autrement Jeunesse)
- Octobre 2015 : Les yeux fermés (Actes Sud Junior)
- Septembre 2017 : Le refuge (Cambourakis)

### En tant qu'illustratrice
- Janvier 2001 : Le petit arbre chevelu, texte de Delphine Demilly (Autrement Jeunesse)
- Mars 2003 : Quelle est ma couleur ?, texte d'Antoine Guilloppé (La Joie de lire)
- Novembre 2003 : La balade en traîneau, texte de S. Corinna Bille (La Joie de lire)
- Février 2004 : Le Petit Chaperon rouge a des soucis, texte d'Anne-Sophie de Monsabert (Albin Michel Jeunesse)
- Mars 2006 : Les saisonniers, texte d'Eve Bunting (Seuil jeunesse)
- Mars 2006 : On n'aime pas les chats, texte de François David (Sarbacane)
- Mai 2006 : La bonne bouillie, texte de Coline Promeyrat (Didier Jeunesse)
- Novembre 2006 : Les Jardins suspendus, texte de Philippe Lechermeier (Gautier-Languereau)
- Mai 2007 : Le soleil de plus près, texte de Marie-Sabine Roger (Sarbacane)
- Février 2008 : Encore une histoire, maman !, texte de Miloud Hakim (Rue du monde)
- Août 2008 : Les trois fileuses, texte de Sylvie Delom (Didier Jeunesse)
- Avril 2009 : Pascal d'un infini à l'autre, texte d'Orietta Ombrosi (Seuil jeunesse)
- Mars 2011 : La Bête et les petits poissons qui se ressemblent beaucoup, texte de Pei-chun Shih (HongFei Cultures)
- Avril 2012 : Veux-tu devenir Bête ?, texte de Pei-chun Shih (HongFei Cultures)
- Avril 2015 : Des fourmis dans les jambes : petite biographie de Nicolas Bouvier, texte d'Ingrid Thobois (La Joie de lire)
- Mai 2015 : La roche qui voulait voyager, texte de Nono Granero (HongFei Cultures)
- Août 2017 : Poèmes pour mieux rêver ensemble, texte de Carl Norac (Actes Sud Junior)
- Mars 2018 : La vie ne me fait pas peur, texte de Maya Angelou (Éditions Seghers)
- Octobre 2018 : Jean-Kevin, texte de Cécile Roumiguière (À pas de loups)

## Récompenses
- 2018 : Le refuge est nommé au prix Unicef de littérature jeunesse 2018[5][source secondaire souhaitée]